# Gruffy
Gruffy est une  commune française située dans le département de la Haute-Savoie, en région Auvergne-Rhône-Alpes. Elle fait partie du canton de Rumilly et de l'Albanais.

## Géographie
Située au pied de la montagne du Semnoz, versant Albanais, Gruffy est une commune de Haute-Savoie rattachée au parc naturel régional du massif des Bauges.
La commune connaît un accroissement notable de sa population depuis une vingtaine d'années dû au renchérissement des prix de l'immobilier et du terrain à Annecy et ses environs. La commune est passée en très peu de temps d'une économie rurale, basée sur la production laitière, à une économie de service et artisanale. Il ne reste aujourd'hui que sept exploitations agricoles contre une vingtaine en 1980.

## Urbanisme

### Typologie
Au 1er janvier 2024, Gruffy est catégorisée commune rurale à habitat dispersé, selon la nouvelle grille communale de densité à sept niveaux définie par l'Insee en 2022.
Elle est située hors unité urbaine. Par ailleurs la commune fait partie de l'aire d'attraction d'Annecy, dont elle est une commune de la couronne,. Cette aire, qui regroupe 79 communes, est catégorisée dans les aires de 200 000 à moins de 700 000 habitants,.

### Occupation des sols
L'occupation des sols de la commune, telle qu'elle ressort de la base de données européenne d’occupation biophysique des sols Corine Land Cover (CLC), est marquée par l'importance des forêts et milieux semi-naturels (60,7 % en 2018), une proportion identique à celle de 1990 (60,7 %). La répartition détaillée en 2018 est la suivante : 
forêts (53,9 %), zones agricoles hétérogènes (22,8 %), prairies (11,9 %), milieux à végétation arbustive et/ou herbacée (6,8 %), zones urbanisées (4,6 %).
L'IGN met par ailleurs à disposition un outil en ligne permettant de comparer l’évolution dans le temps de l’occupation des sols de la commune (ou de territoires à des échelles différentes). Plusieurs époques sont accessibles sous forme de cartes ou photos aériennes : la carte de Cassini (XVIIIe siècle), la carte d'état-major (1820-1866) et la période actuelle (1950 à aujourd'hui).

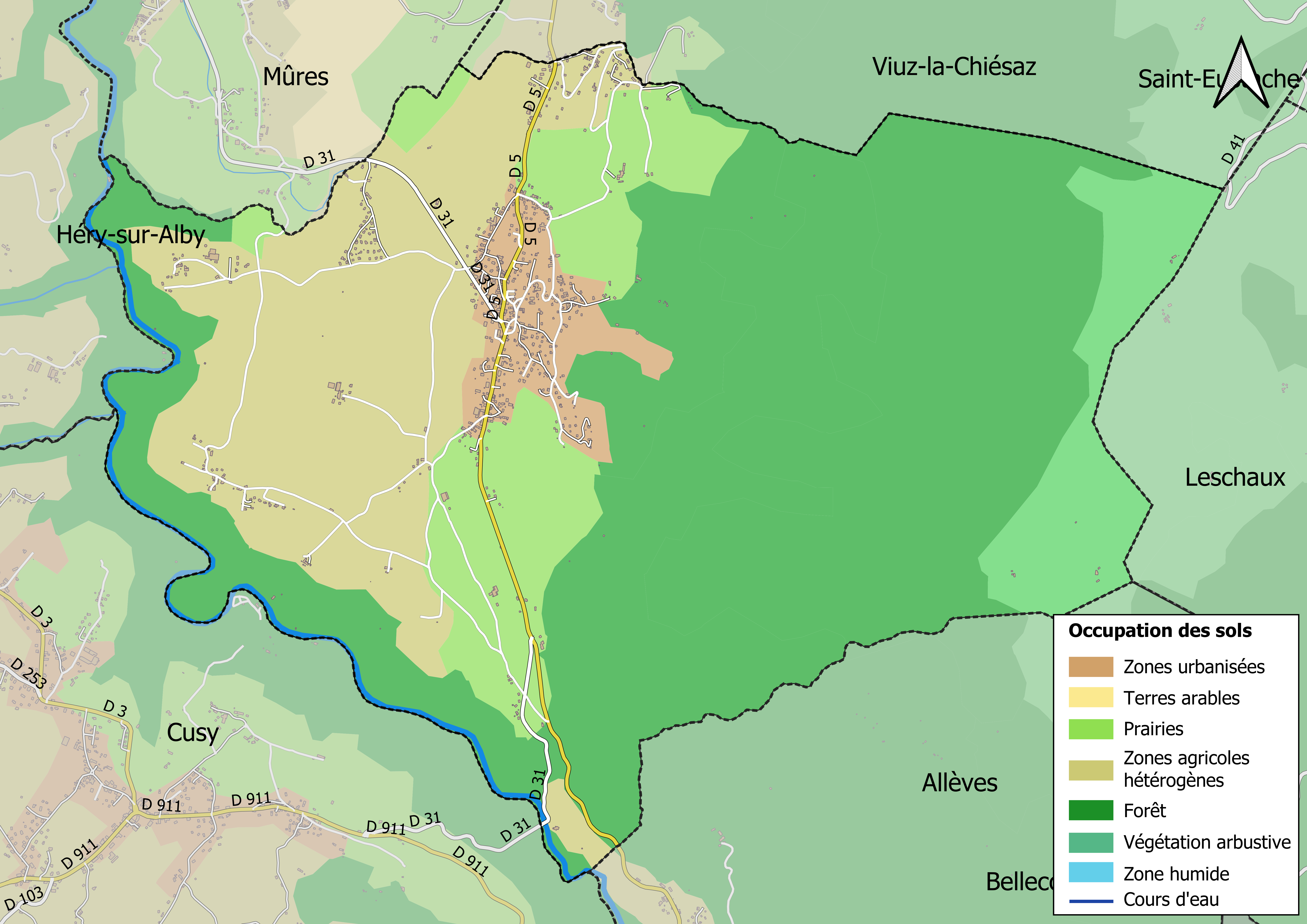
Carte des infrastructures et de l'occupation des sols en 2018 (CLC) de la commune.
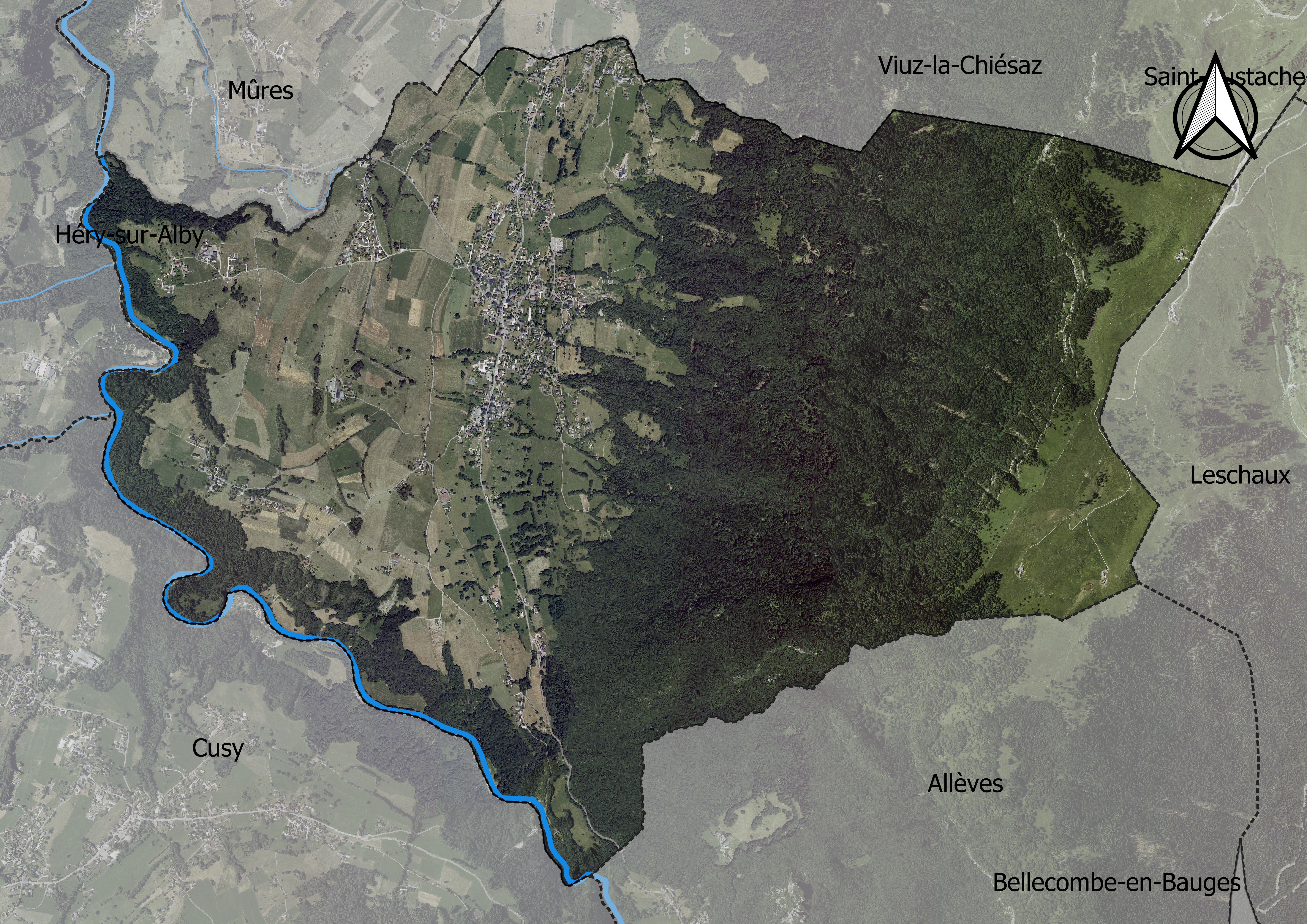
Carte orthophotogrammétrique de la commune.

## Toponymie
Gruffy est un toponyme latin Gruffiacum, provenant très probablement du nom d'un colon gallo-romain Gruffius auquel est ajouté le suffixe -acum.
La mention de la paroisse date du milieu du XIVe siècle sous la forme Cura de Gruffie.
La commune se dit, en francoprovençal, Grofi (graphie de Conflans) ou Grôfi (ORB).
Ses habitants sont les Grufféens.

## Histoire

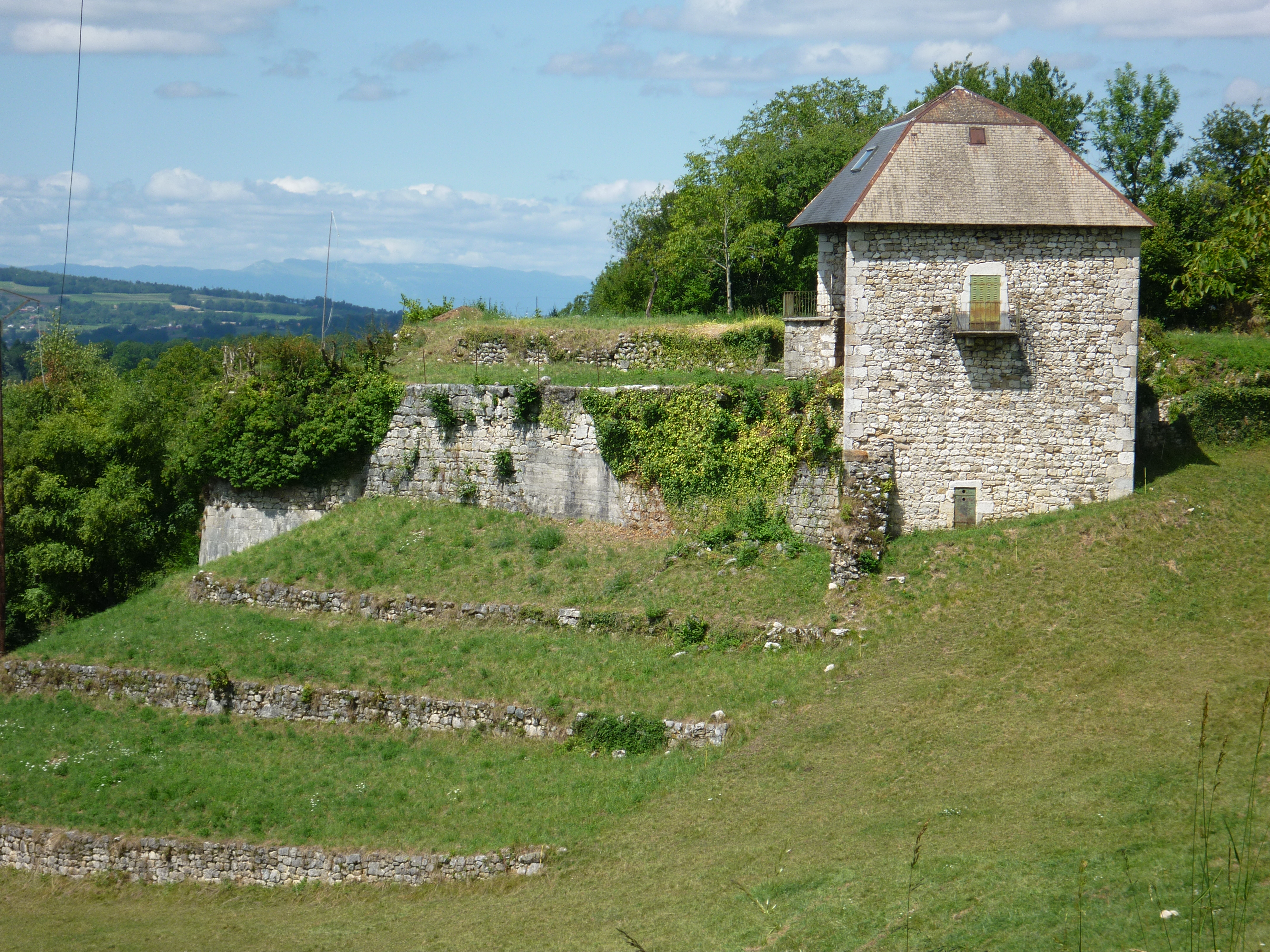
Château de Gruffy.

On a découvert des restes de présence humaine datant du Néolithique au lieu-dit le Mollard. Des fouilles ont eu lieu dans des tumulus. Des objets découverts sont exposés au musée d'Annecy. Quelques objets sont exposés directement dans la commune de Gruffy, au Musée d'histoire naturelle.
À l'époque romaine, Gruffy est située sur la voie reliant Annecy et Aix-les-Bains. On a retrouvé sur le territoire de la commune deux inscriptions latines : l'une est un ex-voto adressé à Jupiter, l'autre la dédicace d'un tombeau.
Le IXe siècle voit la construction du château de Gruffy par les comtes de Genève. Après l'acquisition du comté de Genève par le comte de Savoie en 1401, le château a appartenu aux Compey. C'est Amédée VIII de Savoie qui le « donne » à Jean de Compeys, puis, du XVIe au XIXe siècle, aux Menthon-La Balme qui portèrent le titre de « barons de Gruffy ». Le château a été détruit au XIXe siècle ; il n'en subsiste qu'une des quatre tours d'angle, largement remaniée.
À la fin du XIXe siècle, un pont suspendu est jeté au-dessus des gorges du Chéran, reliant Gruffy et la commune voisine de Cusy. Il surplombe un abîme de 95 mètres qui lui donnera son nom éponyme.
La compagnie des pompiers est créée en 1867.

## Politique et administration

### Situation administrative
Gruffy appartient au canton de Rumilly, qui compte selon le redécoupage cantonal de 2014 29 communes. Avant ce redécoupage, la commune appartenait au canton d'Alby-sur-Chéran, dont Alby-sur-Chéran était le chef-lieu.
La commune appartient depuis le 1er janvier 2017 au Grand Annecy qui remplace la communauté de communes du Pays d'Alby-sur-Chéran, créée en 1993 et qui fait suite à différents syndicats communaux (Syndicat intercommunal pour le Développement économique du canton d'Alby, Syndicat intercommunal pour l'Équipement scolaire du canton d'Alby, Syndicat intercommunal pour le Ramassage des élèves du canton d'Alby). On retrouve ainsi les onze communes de l'ancien canton d'Alby-sur-Chéran.
Gruffy relève de l'arrondissement d'Annecy et de la deuxième circonscription de la Haute-Savoie.

### Liste des maires
| Période   | Période   | Identité           | Étiquette | Qualité |
| --------- | --------- | ------------------ | --------- | ------- |
| mars 1989 | mars 2008 | Marcel Verney      |           |         |
| mars 2008 | En cours  | Marie-Luce Perdrix | DVD       |         |

## Démographie
L'évolution du nombre d'habitants est connue à travers les recensements de la population effectués dans la commune depuis 1793. Pour les communes de moins de 10 000 habitants, une enquête de recensement portant sur toute la population est réalisée tous les cinq ans, les populations de référence des années intermédiaires étant quant à elles estimées par interpolation ou extrapolation. Pour la commune, le premier recensement exhaustif entrant dans le cadre du nouveau dispositif a été réalisé en 2004.
En 2022, la commune comptait 1 497 habitants, en évolution de −5,85 % par rapport à 2016 (Haute-Savoie : +6,01 %, France hors Mayotte : +2,11 %).
| 1793 | 1800 | 1806 | 1822 | 1838 | 1848 | 1858 | 1861 | 1866  |
| ---- | ---- | ---- | ---- | ---- | ---- | ---- | ---- | ----- |
| 558  | 493  | 594  | 655  | 889  | 999  | 963  | 988  | 1 000 |

| 1872  | 1876 | 1881 | 1886 | 1891 | 1896 | 1901 | 1906 | 1911 |
| ----- | ---- | ---- | ---- | ---- | ---- | ---- | ---- | ---- |
| 1 007 | 920  | 909  | 883  | 840  | 858  | 795  | 800  | 780  |

| 1921 | 1926 | 1931 | 1936 | 1946 | 1954 | 1962 | 1968 | 1975 |
| ---- | ---- | ---- | ---- | ---- | ---- | ---- | ---- | ---- |
| 689  | 623  | 608  | 587  | 509  | 517  | 521  | 551  | 530  |

| 1982 | 1990 | 1999  | 2004  | 2006  | 2009  | 2014  | 2019  | 2022  |
| ---- | ---- | ----- | ----- | ----- | ----- | ----- | ----- | ----- |
| 602  | 833  | 1 157 | 1 327 | 1 382 | 1 404 | 1 573 | 1 522 | 1 497 |

## Économie
Depuis le début du XVIIIe siècle jusqu'en 1999, une scierie fonctionna sur le ruisseau de l'Adieu.
La commune de Gruffy se singularise depuis plus de quarante ans par son refus de la publicité sauvage.

## Évènements et manifestations
- Tous les ans des manifestations sportives sont organisées (vélos, courses à pied…). Les Foulées de Gruffy[19] avec une première édition en 2011, attirent de nombreux sportifs. En 2013, le Tour de France cycliste est passé sur la commune. À noter également, l'accueil du championnat de France de deltaplane en 2013.
- Une grande fête d’Automne (la R'vola[20]) a lieu chaque année le troisième dimanche d'octobre, pour mettre  en valeur les produits du terroir (boudin noir, tome blanche, bidoyon…), l'artisanat local et le patrimoine naturel de la commune.
- Plusieurs autres évènements divers et variés peuvent avoir lieu. En 2013, on peut noter que la commune a accueilli le 48e festival d'harmonie du Genevois. La Fanfare "l'écho du Semnoz " a été crée en 1879 par Jean marie Guévin[21].
- Des vide-greniers sont organisés tous les ans par des associations communales.

## Culture et patrimoine

### Lieux et monuments
- Château, datant du Moyen Âge et dont on distingue encore les tours. L'une d'elles est habitée[11]. Il est le siège d'une châtellenie.
- Église placée sous le patronage de saint Pierre aux liens. Le nouvel édifice, de style néogothique, est construit selon les plans de l'architecte annécien Camille Ruphy, en 1875. Elle est consacrée en 1889[22].
- Musée d'histoire naturelle, dans lequel sont exposés des centaines d'animaux naturalisés, domestiques et sauvages, peuplant les différents biotopes haut-savoyards[23].
- Pont de l'Abîme, construit entre juin 1887 et mars 1891 au-dessus d'une gorge de quatre-vingt-quinze mètres de profondeur.
- Les bassins sont le symbole de la commune. 130 bassins et fontaines, publics ou privés, arpentent le village.
- Kiosque à musique.
- Grotte du maquis.
- Fruitière (visites possibles) située à la sortie de Gruffy en direction d'Allèves.

### Patrimoine naturel
La commune de Gruffy est située sur le territoire du parc naturel régional du massif des Bauges. Elle abrite une belle diversité de biotopes : rivière, forêts, zones humides,prairies, vergers… Un inventaire faunistique et floristique a été mené sur différents secteurs représentatifs des écosystèmes de Gruffy en 2010, 2011 et 2012. Celui-ci révèle une belle biodiversité. Le musée de la nature est la vitrine de cette richesse naturelle.
La commune de Gruffy accueille également un  verger conservatoire avec des espèces de pommiers et de poiriers traditionnellement cultivées dans les Bauges et dans l'Albanais.

### Espaces verts et fleurissement
En 2014, la commune obtient le niveau « une fleur » au concours des villes et villages fleuris.

### Personnalités liées à la commune
- Joseph Dalby, boulanger qui ravitaillait les résistants du Semnoz, exécuté sommairement devant son fils Louis de 17 ans par la Gestapo selon plusieurs témoignages en présence de Klaus Barbie en 1943[27].Une plaque a été apposée sur le mur de la poste de Gruffy et une stèle érigée près de l'emplacement où se trouvait le chalet appartenant à Jean Daviet et occupé par les résistants[28].
- Francis et Marius Anselmet, résistants de l'Armée secrète, déportés à Mauthausen en janvier 1944. Francis y est décédé en février 1944[29].
- Heïdi Sevestre (née en 1988), docteresse en glaciologie de l'université du Svalbard. Exploratrice et conférencière, elle fait partie du Club des explorateurs. Membre de l'AMAP ( Programme de surveillance des pôles ), elle coordonne la recherche sur le déréglement climatique. Elle a participé à de nombreuses expéditions scientifiques en Arctique, Antarctique, Groenland, Colombie[30].
- Jordan Broisin, athlète handisport en ski alpin[31], vice champion du monde en 2023[32].
- Philibert Simond, vicaire de Gruffy entre 1784 et 1790, député montagnard à la Convention, guillotiné en avril 1794